# Qüxü
| Tibetische Bezeichnung                  |
| --------------------------------------- |
| Tibetische Schrift: ཆུ་ཤུར་རྫོང་            |
| Wylie-Transliteration: chu shur rdzong  |
| Offizielle Transkription der VRCh: Qüxü |
| THDL-Transkription: Chushur             |
| Andere Schreibweisen: Chhushul, Chushul |
| Chinesische Bezeichnung                 |
| Vereinfacht: 曲水县                     |
| Pinyin:Qūshuǐ Xiàn                      |

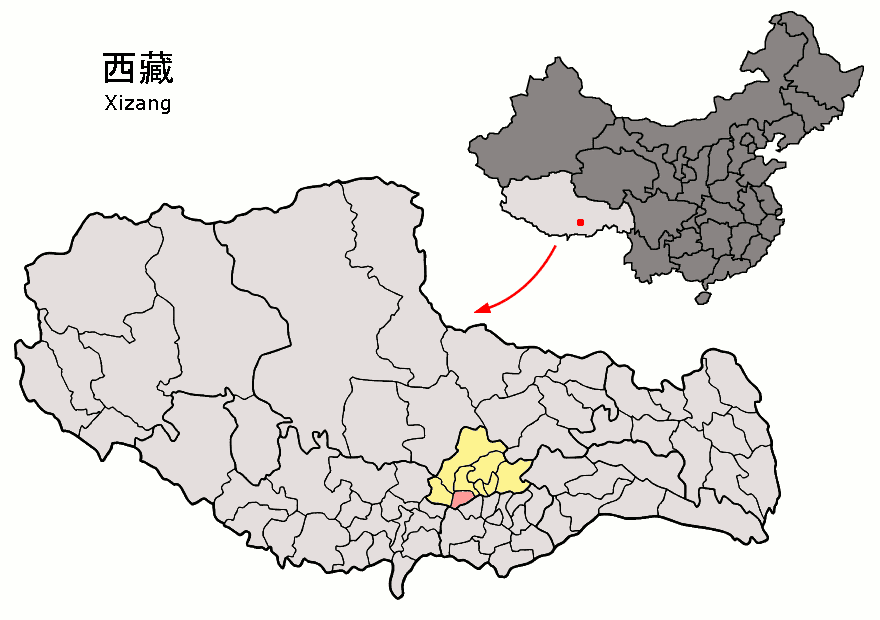
Lage des Kreises Qüxü (rosa) in Lhasa (gelb)

Qüxü (auch: Chushur, Chushul) ist ein Kreis der bezirksfreien Stadt Lhasa des Autonomen Gebiets Tibet der Volksrepublik China. Die Fläche beträgt 1.640 Quadratkilometer und die Einwohnerzahl 41.851 (Stand: Zensus 2020). 1999 zählte Qüxü 32.150 Einwohner. Sein Hauptort ist die Großgemeinde Qüxü (曲水镇).

## Administrative Gliederung
Auf Gemeindeebene setzt sich der Kreis aus einer Großgemeinde und fünf Gemeinden zusammen. Diese sind (Pinyin/chin.):
- Großgemeinde Qüxü 曲水镇
- Gemeinde Nyêtang 聂当乡
- Gemeinde Carbanang 茶巴拉乡
- Gemeinde Caina 才纳乡
- Gemeinde Nam 南木乡
- Gemeinde Dagar 达嘎乡